# Secondo sbarco di Agatocle nella Sicilia occidentale
Il secondo sbarco di Agatocle nella Sicilia occidentale avvenne nell'anno 307 a.C.; poco tempo dopo il precedente sbarco attuato dal dinasta siracusano. Approdando nei pressi di Segesta, Agatocle poneva fine alla guerra libica.

## Agatocle nella Sicilia occidentale
Giustino e Diodoro, le due fonti primarie principali, sono discordi sul finale dell'avventura libica di Agatocle: secondo lo storico romano il Siracusano tentò la fuga portando con sé solo suo figlio Arcagato e gli uomini necessari a guidare le 17 navi con le quali erano approdati l'ultima volta, ma il suo piano iniziale fallì e venne catturato il figlio con il quale stava fuggendo; egli non fu inseguito perché un attacco dei Numidi impedì ai suoi uomini di corrergli dietro. Nella versione di Diodoro si afferma invece che Agatocle fuggì dall'accampamento portando con sé il figlio Eraclide; anche qui il piano iniziale del dinasta venne scoperto ed egli fu catturato dai suoi soldati che con l'accusa di tradimento lo legarono e lo tennero prigioniero al campo di Tunisi; tuttavia l'allarme per un'imminente battaglia contro i Cartaginesi mandò nel panico l'esercito che vedutosi senza una guida decise di liberare Agatocle per farsi guidare, ancora una volta, in battaglia dallo stimato generale. Agatocle però tradì il ruolo offertogli e, risoluto nel suo piano di fuga, arrivò senza essere visto alle navi e fece salpare una sola di esse. In entrambe le versioni i due figli rimangono infine in Africa, perché catturati dai soldati siracusani, i quali, per vendicarsi della fuga di Agatocle, li uccidono.

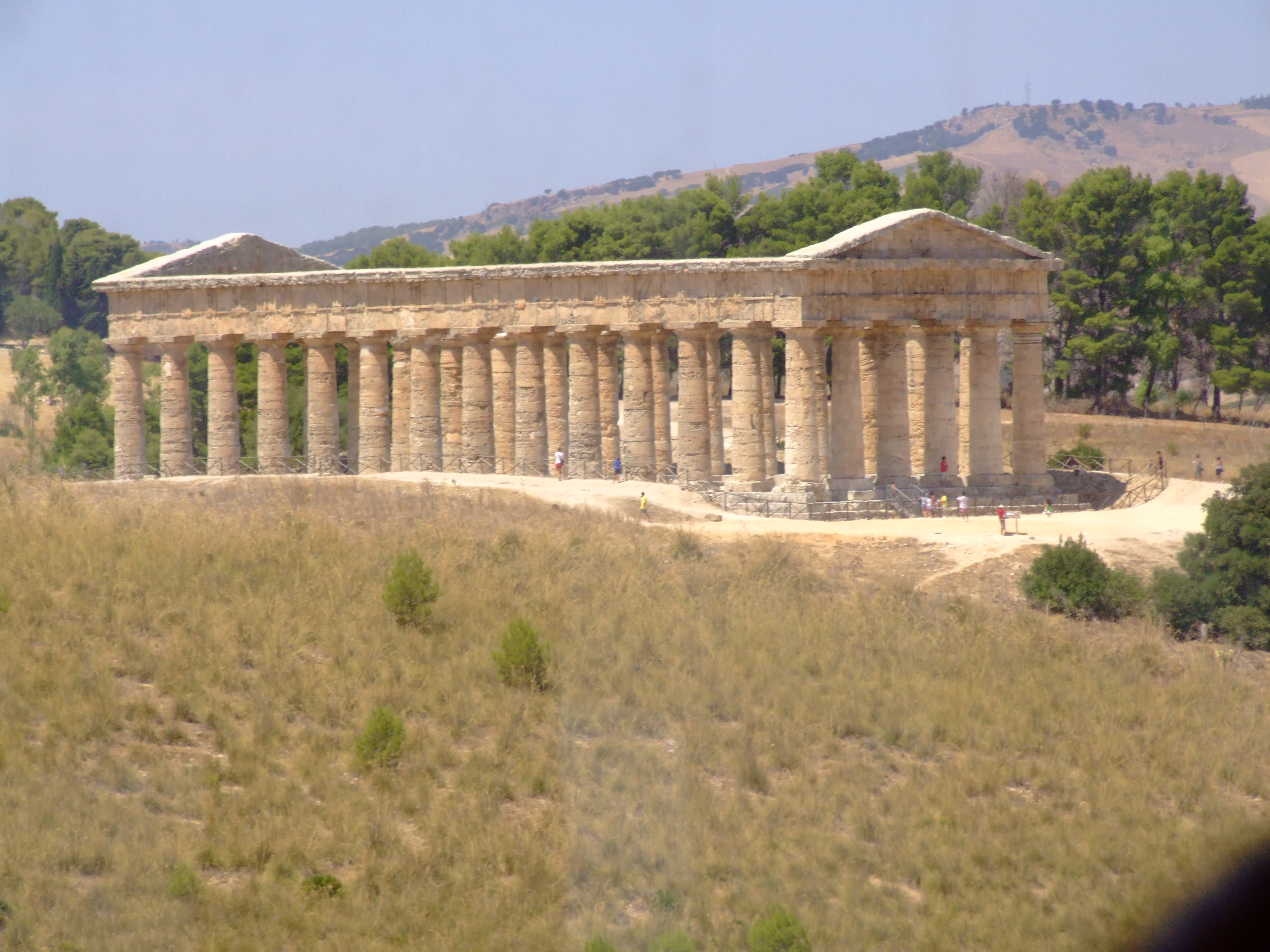
Il tempio di Segesta; città conquistata e ripopolata da Agatocle al suo ritorno dall'Africa

La narrazione lascia diversi dubbi negli studiosi moderni e pur dando per credibile la fuga di Agatocle, poiché egli evidentemente vi fu costretto dal rifiuto dei suoi soldati alla prospettiva di rimanere una seconda volta in Africa senza di lui, si fatica piuttosto a credere che Agatocle abbia potuto preferire l'uno o l'altro figlio (la cui identità è incerta nelle stesse fonti primarie) e si sospetta invece che Agatocle si sia messo d'accordo con i propri figli che decidendo spontaneamente di restare a Tunisi avrebbero atteso il ritorno del padre che sarebbe giunto con nuove truppe per sbloccare la complicata situazione.
Agatocle navigò per la Sicilia quando stava per giungere l'inverno, tra ottobre e novembre o tra novembre e dicembre: «quando le stelle Pleiadi tramontano», asserisce il resoconto diodoreo. Approdò nuovamente nella parte punica dell'isola, giungendo quasi subito nella città elima di Segesta. 
Gli Elimi erano alleati di Agatocle, poiché durante il suo precedente sbarco il dinasta aveva già portato dalla sua parte la maggior parte delle città puniche o filo-puniche; infatti Segesta è detta da Diodoro «sua alleata». Agatocle quindi pretese dai Segestani che si prodigassero per la sua causa, cedendogli tutti i loro beni, affinché il dinasta aretuseo potesse riarmarsi velocemente e riprendere la lotta contro Cartagine e gli oligarchici che ormai lo superavano di numero. Ma gli abitanti di Segesta rifiutarono la richiesta di Agatocle, andando così incontro all'ira del tiranno.
Agatocle, dopo aver fatto sterminare numerosi Segestani, imbarcò i sopravvissuti (per lo più donne, ragazzi e bambini) in delle navi dirette nel Bruzio e qui li vendette alla popolazione barbarica con la quale era evidentemente in ottimi rapporti (sempre nel Bruzio infatti Agatocle aveva precedentemente fatto punire i marinai cartaginesi che si erano spinti fino alle sue postazioni italiche). Agatocle mutò il nome di Segesta in Diceopoli (Dikaiopolis) che vuol dire “Città giusta”; rifondandola con una popolazione mista di Elimi e Greci che aveva al suo seguito.